# Guerra danesa-argelina
La Guerra danesa-argelina fue un conflicto que duró entre 1769 y 1772 entre Dinamarca-Noruega y el Eyalato de Argel que era una provincia del Imperio otomano. Es conocida como la Expedición argelina o "La Guerra Contra Argelia".

## Antecedentes e inicio del conflicto
El comercio danés-noruego en el Mediterráneo se expandió enormemente a mediados del siglo XVIII. Con el propósito de proteger su lucrativo negocio contra la piratería, Dinamarca-Noruega había sellado un acuerdo de paz con los estados de la costa berberisca, lo que incluía un pago de un tributo anual a los gobernantes individuales de esos estados además de a los Estados.
En 1766 Baba Mohammed ben-Osman se convirtió en Dey de Argel. Pidió que el pago anual hecho por Dinamarca-Noruega fuera incrementado, y que debería recibir nuevos regalos. Dinamarca-Noruega rechazó las demandas. Poco después, piratas argelinos secuestraron tres naves danesas-noruegas y vendieron a la tripulación como esclavos.

## Respuesta
Una expedición punitiva comprendiendo cuatro navíos de línea, con dos fragatas y dos galeones, bajo el mando de Federico Cristián Kaas, partió de Copenhague el 16 de mayo de 1770. Amenazaron con bombardear la capital argelina si los argelinos no se avenían a un nuevo acuerdo de paz bajo los términos de Dinamarca. Argel no se intimidó, y el bombardeo danés-noruego terminó en fracaso, ya que gran parte de la tripulación cayó gravemente enferma debido a un brote de fiebre tifoidea. Los barcos no pudieron soportar el fuerte fuego de mortero de contraataque argelino, lo que dañó sus cascos. El contingente danés-noruego descargó aproximadamente 75 bombas contra la ciudad de Argel antes de que el ataque tuviera que ser abandonado. El contingente entonces recurrió a bloquear la ciudad.

## Resultado
En 1772, fue enviada una delegación a Argel, y después de cinco días de negociaciones fue concluida una nueva paz en la que Argel fue bien compensada económicamente. Además, Dinamarca-Noruega tuvo que pagar por el retorno de cada esclavo que había sido capturado durante la guerra. Los esclavos daneses y noruegos que fueron vendidos a esclavistas, propietarios privados, tuvieron que negociar individualmente los precios por su libertad.
En la actualidad la guerra es mayormente olvidada en Dinamarca y Noruega, ya que no jugó un gran papel en la historia danesa ni noruega.